# Festuca dracomontana
Festuca dracomontana är en gräsart som beskrevs av Hans Peter Linder. Festuca dracomontana ingår i släktet svinglar, och familjen gräs. Inga underarter finns listade i Catalogue of Life.